# 로자룩셈부르크플라츠역
로자룩셈부르크플라츠역(U-Bahnhof Rosa-Luxemburg-Platz)은 베를린 미테구 미테에 있는 U2의 역이다. 1913년 7월 27일에 알렉산더플라츠-쇤하우저 알레 구간 개통 당시 영업을 시작했다.

## 역사

### 계획과 건설
팡코에서는 1905년부터 알렉산더플라츠역부터 쇤하우저 알레까지의 지하철 노선 연장을 추진하고 있었으며, 1907년 12월 22일에 건축 허가가 내려졌다. 1910년 3월 이 구간이 착공했다. 슈피텔마르크트-알렉산더플라츠역 지하 구간 건설 비용의 상승 및 쇤하우저 알레 일대의 하수도관 이설 문제로 인하여 최소한 역 두 곳은 지상으로 건설되었으나, 이 역은 지하로 건설되었다. 건설 당시 역명은 쇤하우저 토어(Schönhauser Tor)역이었다.
알렉산더플라츠역 뒤편에서 알렉산더슈트라세(Alexanderstraße)를 따라서 북쪽으로 진행하다가 카이저빌헬름슈트라세(Kaiser-Wilhelm-Straße, 현재의 로자룩셈부르크슈트라세(Rosa-Luxemburg-Straße)) 방면으로 급격하게 회전하여 역에 도달한다. 역 건설 당시 쇼이넨피어텔(Scheunenviertel) 일부가 철거되고 재건축되었다. 이후 이 역에서 북쪽으로는 쇤하우저 알레를 따라서 급회전 없이 직진한다.
역사는 알프레드 그레난데르가 설계했다. 포츠다머 플라츠-슈피텔마르크트 구간과는 다르게 실용성을 위주로 설계했으며, 이 구간에서 역마다 변경되는 색상은 계속 연장되어 주 색상은 하우스포그타이플라츠역과 동일한 노란색이 되었다. 역사 외벽 타일 테두리 및 기둥이 노란색으로 마감되었고, 외벽 타일 주 색상은 밝은 회색이었다. 인접한 제네펠더플라츠역과 유사한 형태로 건설되었다. 두 역은 또한 유사한 출입구 구조를 가지고 있다. 섬식 승강장의 길이는 110.1 m, 너비는 7.6 m이며, 높이는 2.7 m, 지하 4 m에 위치하고 있다.
1913년 7월 27일 알렉산더플라츠-노르트링(현재의 쇤하우저 알레역) 구간이 개업하면서 이 역이 개업했다. 역에서 멀지 않은 곳에 있었던 베를린 관세벽(Akzisemauer)의 쇤하우젠 문(Schönhauser Tor)에서 역명을 따 왔다.

### 제2차 세계 대전
1934년 5월 1일 역이 있었던 뷜로플라츠(Bülowplatz)가 호르스트 베셀의 이름을 딴 호르스트베셀플라츠(Horst-Wessel-Platz)로 개명되었고 이에 따라서 역명도 개명되었다.
제2차 세계 대전 당시에 역이 파괴되었다. 등화관제로 인하여 열차 전조등과 역사 조명을 어둡게 조정해야 했다. 연합군에 의한 베를린 폭격으로 인하여 열차 운행이 중단되거나 단축되었다. 1945년 4월 16일 역이 폭격 피해를 입었다. 4월 중반부터는 전력 부족으로 운행이 완전히 중지되었다. 란트베어 운하 폭발로 인하여 S반 남북터널에서 침수된 물이 알렉산더플라츠역과 이 역까지 도달하여 한동안 역이 침수되었다.

### 전쟁 이후
1945년 5월 26일 쇤하우저 알레-알렉산더플라츠간 단선 운행이 복구되었다. 호르스트베셀플라츠역은 이전 역명인 쇤하우저 토어역으로 환원되었다. 1945년 8월 1일에는 팡코(피네타슈트라세)역까지의 운행이 복구되었고, 1946년 9월 15일에는 전 구간 운행이 복구되었다. 1950년 5월 1일에는 룩셈부르크플라츠(Luxemburgplatz)역으로 개명되었다.
1960년대에 역 개보수공사가 실행되었다. 역 외벽 전체에 상대적으로 대형인 노란색 타일이 부착되었다. 역명판은 검은색 배경에 흰색 글씨로 제작되었다. 1972년에는 단선 인상선을 설치했고 간이 검수 시설(Bw Lu)을 설치했다. 이 시설을 통해서 소형 규격 열차를 프리드리히스펠데 기지로 회송하는 빈도를 줄일 수 있었다. 1978년 5월 1일에는 룩셈부르크플라츠역에서 로자룩셈부르크플라츠(Rosa-Luxemburg-Platz)역으로 개명되었다. 이미 역이 있는 광장은 1969년에 해당 이름으로 개명되었다.
1987년 베를린 750주년 기념의 일부로 동독의 미술 작품이 역사 내부에 전시되었다.

### 재통일 이후
독일의 재통일 이후 역명 개명이 잠시 논의되었다. 보수 정치인 사이에서는 원래의 이름인 쇤하우저 토어역으로 되돌려야 한다고 주장했지만, 베를린 교통부에서는 현재의 명칭이 오랫동안 정착했다고 판단했다.
1993년 이후 U2 전 구간 운행이 복구되면서 이 역 북쪽에 있는 간이 검수 시설은 더 이상 필요하지 않게 되었다. 검수 시설은 철거되었으나 인상선 1선은 유지되어 있다. 1990년대에 출입구 부분이 개보수되었고, 2023년 2월에는 엘리베이터가 설치되었다.

## 인접 철도역
베를린 버스 142번 및 베를린 노면전차 M8번으로 환승할 수 있다.
| 베를린 지하철 2호선        | 베를린 지하철 2호선 | 베를린 지하철 2호선      |
| -------------------------- | ------------------- | ------------------------ |
| 알렉산더플라츠 룰레벤 방면 | U2                  | 제네펠더플라츠 팡코 방면 |